# Psathyloma
Psathyloma is een geslacht van schimmels behorend tot de familie Hymenogastraceae. De typesoort is Psathyloma leucocarpum.

## Soorten
Volgens Index Fungorum bevat het geslacht drie soorten (peildatum november 2023):
| Soortnaam                  | Auteur(s)                | Publicatiejaar |
| -------------------------- | ------------------------ | -------------- |
| Psathyloma catervatim      | Soop, J.A. Cooper & Dima | 2016           |
| Psathyloma leucocarpum     | Soop, J.A. Cooper & Dima | 2016           |
| Psathyloma psathyrelloides | (Singer) Kuhar & Nouhra  | 2019           |